# Tell Me Your Secrets
Tell Me Your Secrets es una serie de televisión estadounidense de drama y suspenso creada por Harriet Warner, estrenada en febrero de 2021.

## Sinopsis
Tell Me Your Secrets sigue a "un trío de personajes, cada uno con un pasado misterioso y perturbador: Emma es una mujer joven que una vez miró a los ojos de un peligroso asesino, John es un antiguo depredador en serie desesperado por encontrar la redención, y Mary es una madre afligida está obsesionada con encontrar a su hija desaparecida. A medida que cada uno de ellos es empujado al límite, la verdad sobre sus pasados y motivos se vuelve más turbia, borrando las líneas entre la víctima y el perpetrador."

## Elenco y personajes
- Lily Rabe como Emma
- Amy Brenneman como Mary
- Hamish Linklater como John
- Enrique Murciano como Peter Jamison
- Chiara Aurelia como Rose Lord
- Ashley Madekwe
- Bryant Tardy
- Stella Baker como Theresa

## Producción

### Desarrollo
El 24 de julio de 2017, TNT ordenó que se desarrollará, anteriormente titulada Deadlier Than The Male, una orden del episodio piloto.
El 15 de febrero de 2018, se anunció que TNT aceptó el piloto y ordenó que se produjese los episodios restantes, creada y escrita por Harriet Warner, con Houda Benyamina dirigiendo el piloto. El 18 de junio de 2018, se anunció que la serie había sido retitulada Tell Me Your Secrets.

### Casting
Junto con el anuncio del desarrollo de la serie, se informó que Lily Rabe, Amy Brenneman, Hamish Linklater, Enrique Murciano, Chiara Aurelia, Ashley Madekwe, y Bryant Tardy se habían unido a la serie en papeles principales. En junio de 2018, se informó que Xavier Samuel y Stella Baker se habían unido al elenco principal.

### Rodaje
La producción en la primera temporada está programada para comenzar en New Orleans, Luisiana.